# Elliott County
Elliott County is een county in de Amerikaanse staat Kentucky.
De county heeft een landoppervlakte van 606 km² en telt 6.748 inwoners (volkstelling 2000). De hoofdplaats is Sandy Hook.

## Bevolkingsontwikkeling

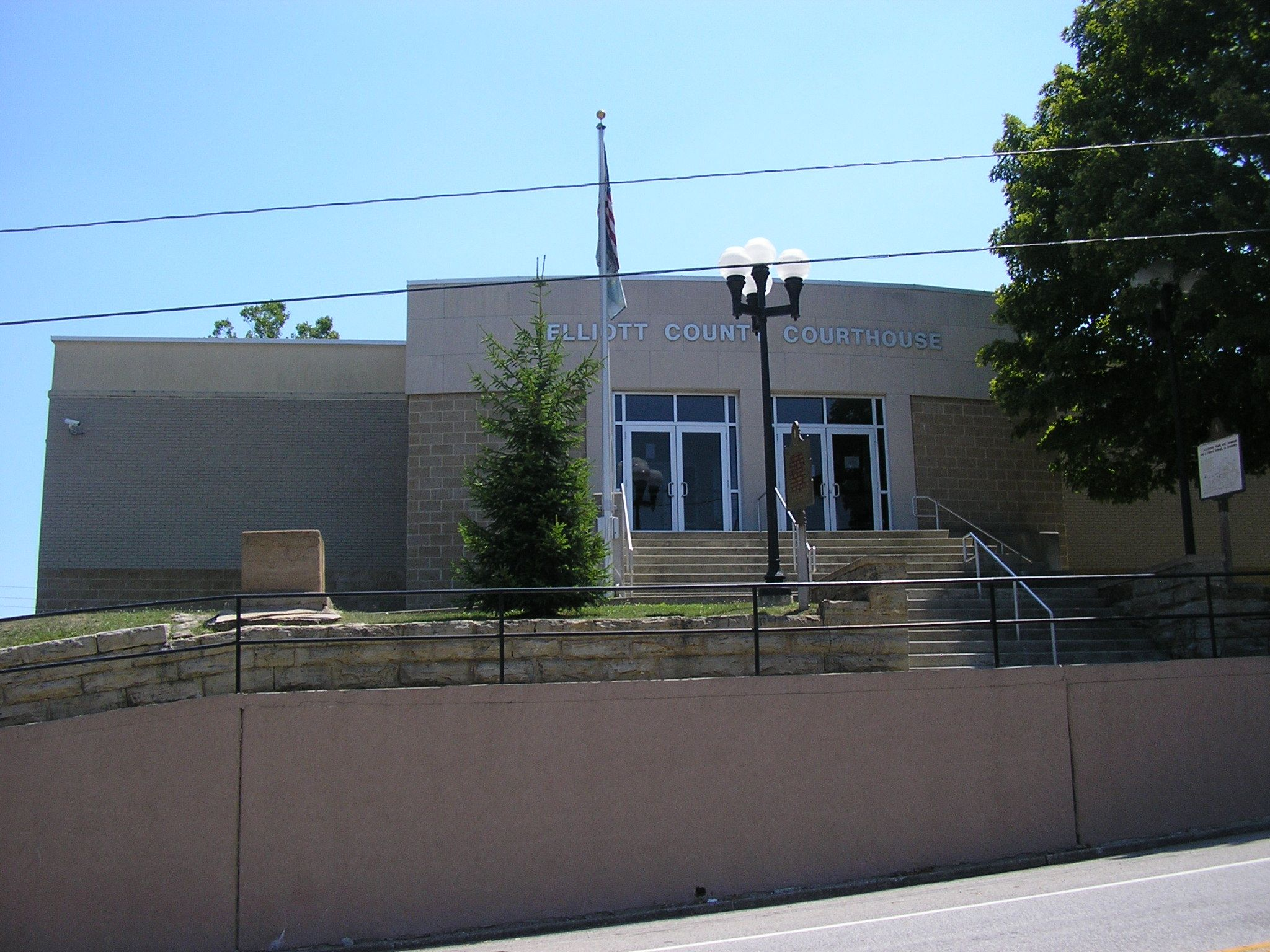
Elliott County Courthouse